# Graf von Bentzel-Sturmfeder Horneck’sches Weingut
Das  Weingut Graf von Bentzel Sturmfeder befindet sich im Teilort Schozach der Gemeinde Ilsfeld und gehört zum Weinbaugebiet Württemberg. Das Weingut ist Mitglied des Verbands Deutscher Prädikatsweingüter (VDP).

## Geschichte
Das Weingut besteht seit 1396 und war seitdem im Besitz der Familie Sturmfeder von Oppenweiler. Bis Mitte des 19. Jahrhunderts erfolgte der Weinanbau nur für den Eigenbedarf. Durch den Kauf der gesamten Lage Roter Berg konnte der kommerzielle Weinbau begonnen werden. Im Jahr 1901 starben die Sturmfeder von Oppenweiler im Mannesstamm aus, der Besitz kam darauf an die Erbenlinie Bentzel-Sturmfeder-Horneck.

## Lagen und Rebsorten
Das Weingut Graf von Bentzel Sturmfeder bewirtschaftet die gesamte Rebfläche der Einzellage Schozacher Roter Berg (15 Hektar). Der Rote Berg ist eine nach Süden ausgerichtete Hanglage mit einer Steigung von 45 Prozent. Sie befindet sich auf einer Höhe von 280 Meter über dem Meeresspiegel. Der Boden besteht aus Keuper mit Einlagerungen von Muschelkalk und weist eine rote Färbung auf, aus der sich die Bezeichnung der Lage ableitet.
Es werden die folgenden Rebsorten angebaut: 26 Prozent Spätburgunder, 25 Prozent Riesling, 17 Prozent Samtrot, 17 Prozent Lemberger. Der Rest verteilt sich auf übrige Sorten wie Grauburgunder, Gewürztraminer, Schwarzriesling, St. Laurent, Dornfelder, Acolon und Cabernet Dorsa.